# Mistrzostwa Świata w Kolarstwie Torowym 1913
21. Mistrzostwa Świata w Kolarstwie Torowym odbyły się w 1913 roku w dwóch miastach Cesarstwa Niemieckiego: Berlinie (amatorzy) i Lipsku (zawodowcy).

## Medaliści

### Mężczyźni
| Konkurencja                              | Złoto          | Srebro             | Brąz                |
| ---------------------------------------- | -------------- | ------------------ | ------------------- |
| Sprint indywidualny amatorów             | William Bailey | Harry Ryan         | Christel Rode       |
| Wyścig ze startu zatrzymanego amatorów   | Leon Meredith  | Axel Beyer         | Cor Blekemolen      |
| Sprint indywidualny zawodowców           | Walter Rütt    | Thorvald Ellegaard | André Perchicot     |
| Wyścig ze startu zatrzymanego zawodowców | Paul Guignard  | Jules Miquel       | Richard Scheuermann |

## Klasyfikacja medalowa
| Miejsce | Państwo              |   |   |   | Razem |
| ------- | -------------------- | - | - | - | ----- |
| 1.      | Wielka Brytania      | 2 | 1 | 0 | 3     |
| 2.      | Cesarstwo Niemieckie | 1 | 1 | 2 | 4     |
| 3.      | Francja              | 1 | 1 | 1 | 3     |
| 4.      | Dania                | 0 | 1 | 0 | 1     |
| 5.      | Holandia             | 0 | 0 | 1 | 1     |